# Uthumphon
Uthumphon (thaï : อุทุมพร), ou Uthumphon Mahaphon Phinit (Thaï : อุทุมพร มหา พร พินิต), est le 44e roi de Thaïlande, au pouvoir en 1758 pour environ deux mois. 
Face à divers prestataires du Trône, Uthumphon a finalement été forcé d'abdiquer et est devenu moine. 